# 阿尔马站
阿尔马站是布鲁塞尔地铁1号线的车站，位于比利时布鲁塞尔首都大区圣兰布雷赫茨-沃吕沃。

## 名称
该站位于鲁汶大学布鲁塞尔分校的阿尔马广场（Place de l'Alma/Almaplein），因而得名。此外，“阿尔马”（Alma）也是该分校的别名。